# 松井酒造 (鳥取県)
松井酒造合名会社（まついしゅぞう）は、大阪府大阪市北区に本社を置き、鳥取県倉吉市に工場を置く酒造メーカー。ウイスキーのほか、乙焼酎、リキュール、スピリッツおよび梅酒を製造している。かつては日本酒「打吹正宗」を製造していたが、現在は休造している。

## 沿革
- 1910年（明治43年）3月29日 - 小川家3代目・小川貞一が酒・醤油醸造業、製糸業として前身の小川合名会社を設立[1]。
- 2005年（平成17年） - マツイグループの荻野酒造と製造販売委託契約を締結、マツイグループ傘下となる[3]。
- 2007年（平成19年） - この年以降、日本酒を休造。
- 2013年（平成25年） - マツイグループが小川家より経営権を譲り受け、松井酒造合名会社へ商号変更。
- 2015年（平成27年） - ウイスキー製造免許を新規取得[4]。
- 2016年（平成28年） - ウイスキー「倉吉」のラベルに「メード・イン・ジャパン」と明記されていたにもかかわらず輸入原酒がブレンドされていたこと、さらに国産原酒部分についてもすべて他社生産のものであったこと、そして当時存在すらしていない「倉吉蒸溜所[5]」なる名称がラベルに記載されていたことに対して、ウイスキーファンから指摘が相次ぎ、ネット上で炎上騒ぎとなる[6]。
- 2017年（平成29年） - 本社を河原町から上古川へ移転し、同地に第1工場と馬場町に第2工場を設立。焼酎・リキュール製造を第2工場に移転、ウイスキー製造を第1工場に移転[7]、第1工場にポットスチルを3基導入しウイスキー原酒の蒸留を開始。
- 2018年（平成30年）
  - 1月 - 第2工場に免許上の清酒の製造所を移転[8]。
  - 6月 - 第2工場にウイスキー[9]と第1工場にスピリッツ製造免許を新規取得[8]。
  - 12月 - 第2工場にブランデー製造免許を新規取得[8]。
- 2019年（平成31年）2月 - 第2工場に果実酒製造免許を新規取得[10]。
  - （令和元年）6月 - 第2工場に甘味果実酒製造免許を新規取得[11]。
- 2020年（令和2年） - 山陰地区民放テレビ3局でCMの放送を開始。
- 2022年（令和3年）1月 - 福庭町に第3工場を設立、同所にビール製造免許を新規取得[12]。
  - 3月 - 東伯郡湯梨浜町田後に第4工場を設立、同所に清酒の免許を移転。
  - 7月 - 登記上の本社を営業本部のある大阪市に移転。
- 2023年（令和5年）4月24日 - マツイビール倉吉を発売。

## 事業所
- 大阪本社 - 大阪府大阪市北区東天満2-9-4 千代田ビル東館3階
- 鳥取本社 - 鳥取県倉吉市上古川656-1
- 倉吉蒸溜所
  - 第1工場 - 鳥取県倉吉市上古川656-1
  - 第2工場 - 鳥取県倉吉市馬場町73-2
  - 第4工場 - 鳥取県東伯郡湯梨浜町田後320-2
- 倉吉醸造所ビール工場
  - 第3工場 - 鳥取県倉吉市福庭町1丁目297-1
- 大阪営業本部 - 大阪府大阪市北区東天満2丁目9番4号 千代田ビル東館3階
- 東京営業所 - 東京都千代田区岩本町3-5-8 岩本町シティプラザビル5階
- 福岡営業所 - 福岡県福岡市中央区高砂1丁目1-25 ニューガイヤオフィス天神603号室
- シャミネ鳥取直売店 - 鳥取駅構内

## 商品
- 倉吉 ピュアモルトウィスキー
- 鳥取 ブレンデッドウィスキー
- 松井 シングルモルトウィスキー
- 山陰 ブレンデッドウィスキー
- マツイスピリッツ クラフトジン白兎
- 焼酎（赤ラベル）
  - 松井の芋
  - 松井の麦
  - 松井の干し芋
- 焼酎（白ラベル）
  - 松井の芋
  - 松井の麦
- 焼酎（黒ラベル）
  - 本格焼酎 麦 20度/25度
  - 本格焼酎 芋 20度/25度
- 本格米焼酎倉吉
- リキュール

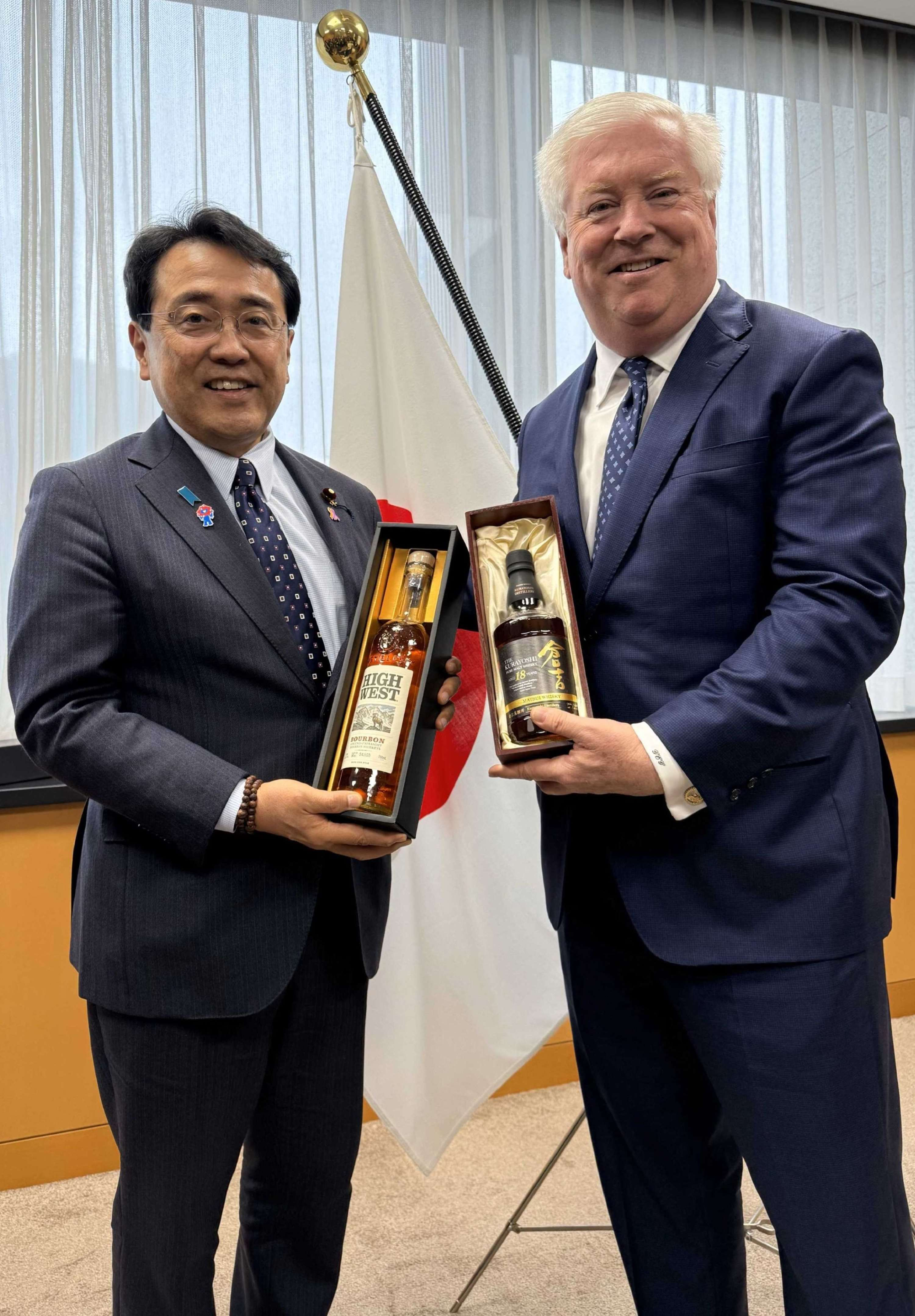
「倉吉」と「ハイ・ウエスト」を贈り合う内閣府特命担当大臣（経済財政政策担当）赤澤亮正（左）と次期日本国駐箚アメリカ合衆国特命全権大使ジョージ・エドワード・グラス（右）（2025年4月23日）

  - マツイ梅酒 ウイスキー・ブランデー仕込み
  - 呑みまくり三助
- マツイビール倉吉
- 日本酒（終売品）
  - 打吹正宗（うつぶきまさむね）

## 提供番組
- 開運!なんでも鑑定団（制作はテレビ東京） - BSSテレビ、山陰地区のみ。

## CM出演者
- 武尊

## 関連会社
- 株式会社山陰の蔵 - 本社:大阪府大阪市北区東天満2丁目9番4、代表取締役:松井薫。※島根県松江市に本社を置く同名の会社は別法人である。

マツイグループ - 現在は公式サイトが閉鎖され活動実態も不明である。
- 株式会社マツイ - 輸入商社・食品卸。本社:大阪府大阪市北区西天満3丁目5番12号 エアテックトーアビル1F
- 荻野酒造株式会社 - 酒類卸業、元酒造業。本社:大阪府大阪市北区西天満3丁目5番12号エアテックトーアビル1F。
  - 支店:京都府福知山市夜久野町額田1452番地の1（旧酒造場、倉庫・配送センター）、2023年現在は更地および住宅地。

旧小川合名会社の元関連会社
- 小川製糸会社 - 小川家2代目小川貞四郎が明治時代に設立。
- ヒシクラ株式会社 - 大正8年に小川合名会社醤油部門を分離、倉吉町内の他の醤油醸造業者と企業合同により設立。かつては経営にも参画し、小川家の人物が社長を務めていた時期もあった。ヒシクラ株式会社については2024年（令和6年）1月に自主廃業を決定した[13]。